# Jean-François Pauzé
Pour les articles homonymes, voir Pauzé.
Jean-François Pauzé, dit JF Pauzé, est un auteur-compositeur et musicien québécois, surtout connu comme guitariste et membre du groupe Les Cowboys fringants qu'il a co-fondé avec le chanteur Karl Tremblay en 1995. Il est le principal parolier et compositeur de la formation, ayant écrit la majorité de leurs chansons depuis leurs débuts dans les années 1990.
Bien qu’il ne soit pas le chanteur principal, il joue un rôle clé dans la définition du message du groupe et de son style musical. Ses textes sont souvent engagés, abordant des thèmes sociaux, politiques et environnementaux, tout en mêlant humour, émotion et poésie.

## Biographie

### Naissance et premières années (1975-1996)
Jean-François Pauzé nait le 12 septembre 1975, à Repentigny, sur la rive-nord de Montréal. Ses parents sont tous deux enseignants. Il vivra une enfance heureuse dans cette ville dortoir qu'il dépeindra plus tard de façon nostalgique dans les chansons Banlieue et Rue des Souvenirs.
Autodidacte, il apprendra seul les rudiments de la guitare. En septembre 1994, c'est dans le vestiaire Jets de Repentigny, une équipe de hockey junior B, qu'il fait la connaissance de Karl Tremblay. La rencontre est déterminante pour les deux jeunes hommes aux parcours académiques en dents de scie. 

### Les premiers albums (1997-2001)
Pauzé et Tremblay écriront ensemble tous les textes de ce qui allait devenir le premier album du groupe: 12 grandes chansons. Lancé en 1997 à 500 exemplaires et seulement en version cassette, l'album a été enregistré pour faire rire leurs amis. Ancrés dans la parodie et les clichés de la musique country, les paroles de leurs premières chansons sont définitivement orientées vers un humour naïf, les deux larons n'ayant pas assez confiance en leur plume pour aborder des thèmes plus sérieux. La période 1995-1997 sera d'ailleurs la seule où ils écriront de façon collaborative. L'album Sur mon canapé (1998) comporte des portraits de personnages plus achevés que sur le précédent opus. C'est à cette époque que Pauzé tente d'amener le projet, jusque-là cabotin, sur une autre tangente.     
Motel Capri sort le 4 avril 2000. Composé de nouvelles pièces et de ré-enregistrements de quelques morceaux de leurs disques précédents, l'album est à cheval entre le côté bon enfant de leurs débuts et celu plus mature qu'ils tendaient à prendre. Sylvain Cormier, critique musical du Devoir, fut l'un des premiers à commenter le travail des textes de Pauzé. À propos de Rue Chapdelaine il dira: 
«Dans un registre plus direct, c'est la plus juste évocation d'un coin glauque de ville depuis la Rue Sanguinet de Claude Dubois […] Portraits de paumés plus ou moins magnifiques (Maurice au bistro, Marcel Galarneau, Le Plombier, Voyou), fiertés locales (Banlieue, Mon pays), chansons d'amour sans fard (M’a vivre avec toi, Léopold, Un p ’tit tour), équipées mémorables mais pas chères (Le Pouceux, Le Shack à Hector), on trouve à l’intérieur de ce Motel Capri très exactement ce qu’annonçait la vibrante performance des Cowboys Fringants aux Francouvertes: de la sincérité en masse, de l’entrain en veux-tu en v’là, une besace pleine de truculence, un peu de niaisage inutile (il en faut) et un goût certain pour la justice sociale»

## Distinctions
- Entre 2003 et 2024 : 29 Prix Félix avec les Cowboys Fringants au gala de l'ADISQ
- 2003 : Prix Miroir de la Chanson d'expression francophone du Festival d'été de Québec
- 2005 : Prix Félix de la Chanson de l'année au gala de l'ADISQ (pour Les Étoiles Filantes)
- 2020 : Prix Félix de la Chanson de l'année au gala de l'ADISQ (pour L'Amérique Pleure)
- 2020 : Prix de l'auteur-compositeur de l'année au 31ème gala SOCAN[5]
- 2023 : Médaille d'Honneur de l'Assemblée Nationale du Québec[6]
- 2023 : Lauréat du Miroir de la Renommée du Festival d'été de Québec[7]
- 2024 : Doctorat honorifique de l'Université du Québec en Outaouais[8]
- 2024 : Compagnon de l'Ordre des Arts et des Lettres du Québec[9]
- 2024 : Prix Patriote de l'Année de la SSJB
- 2024 : Prix Félix de l'auteur-compositeur de l'année au gala de l'ADISQ
- 2024 : Prix Félix de la Chanson de l'année au gala de l'ADISQ (pour La Fin du Show)
- 2024 : Prix Félix script de spectacle de l'année au gala de l'ADISQ (avec Sébastien Soldevila et Olivier Kemeid pour la comédie musicale Pub Royal)